# مرگ تاسوس ایزاک

گرگ‌های خاکستری تاسوس ایزاک را زجرکُش کردند

آناستاسیوس (تاسوس) ایزاک (به یونانی: Αναστάσιος (Τάσος) Ισαάκ) (۱۹۷۲ - ۱۱ آگوست ۱۹۹۶) پناهندهٔ قبرسی یونانی بود که در تظاهرات مسالمت‌آمیزی که در اعتراض به حضور نیروهای نظامی ترکیه در خاک قبرس برگزار شده بود شرکت کرد. او توسط تعدادی از اعضای گروه گرگ‌های خاکستری در منطقهٔ خط آتیلا مورد ضرب و شتم قرار گرفت و به قتل رسید. در قبرس و یونان از ایزاک به‌عنوان یک قهرمان ملی یاد می‌شود.